# Rifle (Colorado)
|  | Per a altres significats, vegeu «Rifle (desambiguació)». |

Rifle és una població dels Estats Units a l'estat de Colorado. Segons el cens del 2008 tenia 9.202 habitants.

## Demografia
Segons el cens del 2000, Rifle tenia 6.784 habitants, 2.493 habitatges, i 1.710 famílies. La densitat de població era de 610,6 habitants per km².
Dels 2.493 habitatges en un 41,8% hi vivien nens de menys de 18 anys, en un 54,8% hi vivien parelles casades, en un 8,9% dones solteres, i en un 31,4% no eren unitats familiars. En el 25,5% dels habitatges hi vivien persones soles el 8,1% de les quals corresponia a persones de 65 anys o més que vivien soles. El nombre mitjà de persones vivint en cada habitatge era de 2,68 i el nombre mitjà de persones que vivien en cada família era de 3,22.
Per edats la població es repartia de la següent manera: un 30,9% tenia menys de 18 anys, un 9,2% entre 18 i 24, un 34,4% entre 25 i 44, un 17,1% de 45 a 60 i un 8,5% 65 anys o més.
L'edat mediana era de 31 anys. Per cada 100 dones de 18 o més anys hi havia 105,7 homes.
La renda mediana per habitatge era de 42.734 $ i la renda mediana per família de 48.714 $. Els homes tenien una renda mediana de 36.517 $ mentre que les dones 25.527 $. La renda per capita de la població era de 17.376 $. Entorn del 3,4% de les famílies i el 6,4% de la població estaven per davall del llindar de pobresa.

## Poblacions més properes
El següent diagrama mostra les poblacions més properes.